# Första söndagen i fastan
Första söndagen i fastan (Invocavit) är en söndag i fastan som ingår i kyrkoåret.

## Svenska kyrkan
Söndagens tema enligt 2003 års evangeliebok är Prövningens stund. De bibeltexter som används för att belysa dagens tema är:
| Första årgången                                                         | Andra årgången                                                         | Tredje årgången                                                       | Psaltarpsalm     |
| Första Moseboken 16:1–13 Hebreerbrevet 4:14–16 Matteusevangeliet 4:1–11 | Första Moseboken 4:3–7 Jakobsbrevet 1:12–15 Matteusevangeliet 16:21–23 | Första Moseboken 3:1–13 Hebreerbrevet 5:7–10 Markusevangeliet 1:12–13 | Psaltaren 31:2–6 |

### Fotnoter
1. ↑   Den svenska psalmboken med tillägg. Stockholm: Verbum. 2005. sid. 1352–1355. Libris ht7wjxh8f3k4gcqk. ISBN 978-91-526-5515-3